# Bopindolol
Bopindololul este un medicament din clasa beta-blocantelor, fiind utilizat în tratamentul hipertensiunii arteriale. Este un promedicament de tip ester.